# Polia juncta
Polia juncta är en fjärilsart som beskrevs av Barend J. Lempke 1940. Polia juncta ingår i släktet Polia och familjen nattflyn. Inga underarter finns listade i Catalogue of Life.